# Liste Münchner Straßennamen/Q

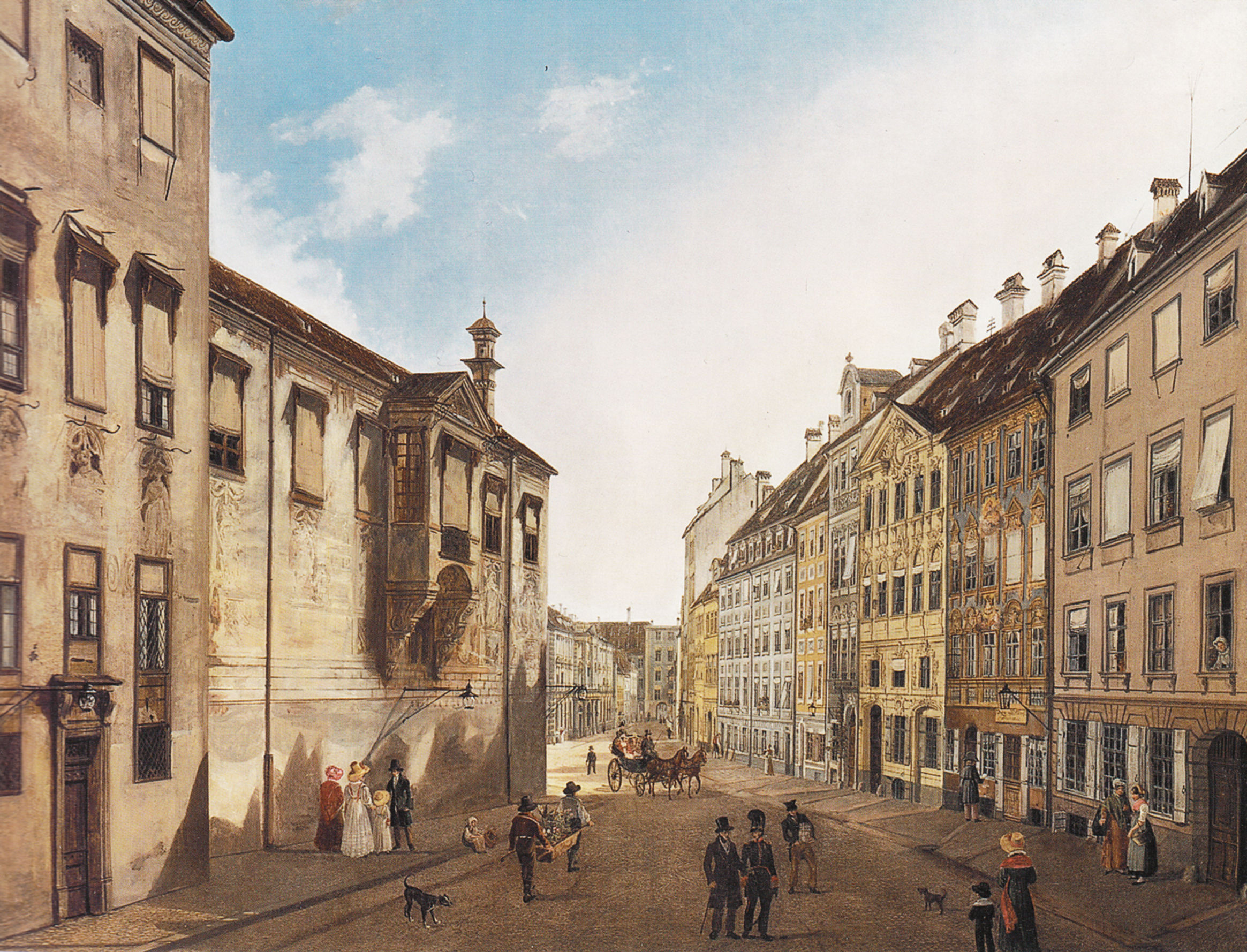
Residenzstraße 1826, Gemälde von Domenico Quaglio

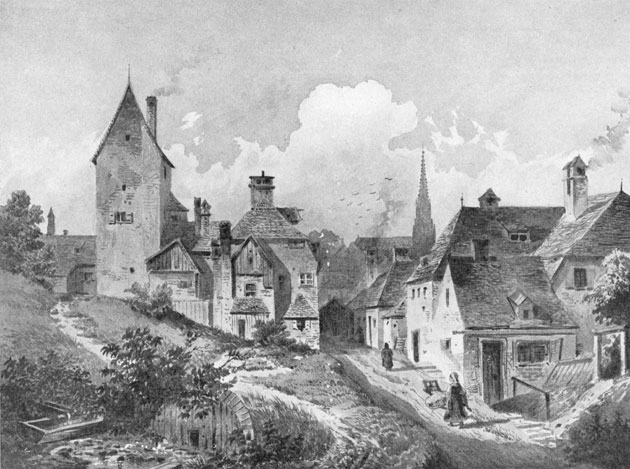
Quellenstraße um 1860

Die Liste Münchner Straßennamen listet Namen von Straßen und Plätzen der bayerischen Landeshauptstadt München auf und führt dabei auch die Bedeutungen und Umstände der Namensgebung an. Aktuell gültige Straßenbezeichnungen sind in Fettschrift angegeben, nach Umbenennung oder Überbauung nicht mehr gültige Bezeichnungen in Kursivschrift.
Aufgrund der großen Anzahl Münchner Straßennamen ist die Liste in alphabetisch sortierte Unterlisten aufgeteilt.
Quaistraße,
(1879)
Quagliostraße, Untergiesing
(1899) Quaglio, Künstlerfamilie
Quedlinburger Straße, Moosach
(1925) Quedlinburg, Stadt in Sachsen-Anhalt
Quellenstraße, Au
(1857) Quellen am Isarhang
Quendelweg, Großhadern
(1966) Quendel, Pflanzengattung innerhalb der Familie der Lippenblütengewächse
Queristraße, Laim
(1927) Georg Queri (1879–1919), bayerischer Heimatdichter und Schriftsteller
Querstraße,
(1876) eine Verbindungsstraße zwischen der Schulhaus- und Weinbauernstraße die quer hindurchläuft
Quiddestraße, Neuperlach
(1966) Ludwig Quidde (1858–1941), deutscher Historiker, Publizist und Politiker